# Lithocarpus submonticolus
Lithocarpus submonticolus là một loài thực vật có hoa trong họ Cử. Loài này được (Elmer) Rehder mô tả khoa học đầu tiên năm 1919.